# Nati il 25 febbraio
| Questa pagina contiene informazioni ricavate automaticamente dalle voci biografiche con l'ausilio del template Bio e di un bot. L'aggiornamento è periodico e automatico e ricostruisce completamente la pagina. Se manca una persona in questa lista, sei pregato di non aggiungerla, ma accertati piuttosto che la sua voce biografica contenga il template Bio e che i dati anagrafici siano correttamente compilati. Se il template Bio manca, inseriscilo tu stesso o, in alternativa, metti l'avviso {{tmp\|Bio}} che ne segnala la mancanza. Se i dati riportati sono sbagliati, correggi direttamente la voce biografica; le modifiche saranno visibili in questa lista entro pochi giorni. Per chiarimenti vedi il progetto biografie. La lista contiene solo le 1.316 persone che sono citate nell'enciclopedia e per le quali è stato implementato correttamente il template Bio. Pagina aggiornata al 9 ago 2025. |

## XIV secolo(2)
- 1337 - Venceslao I di Lussemburgo, conte († 1383)
- 1398 - Xuande, imperatore cinese († 1435)

## XV secolo(3)
- 1475 - Edoardo Plantageneto, XVII conte di Warwick, principe inglese († 1499)
- 1498 - Francesco di Saluzzo, marchese († 1537)
- 1500 - Carlo V d'Asburgo, sovrano († 1558)

## XVI secolo(9)
- 1505 - Domenico Giunti, architetto, pittore e ingegnere italiano († 1560)
- 1506 - Giovanni Antonio Delfini, francescano e teologo italiano († 1561)
- 1514 - Ottone di Waldburg, cardinale e vescovo cattolico tedesco († 1573)
- 1525 - Gerald FitzGerald, XI conte di Kildare, nobile irlandese († 1585)
- 1540 - Henry Howard, I conte di Northampton, nobile britannico († 1614)
- 1552 - Maddalena di Lippe, nobildonna tedesca († 1587)
- 1561 - Edward Talbot, VIII conte di Shrewsbury, politico inglese († 1617)
- 1591 - Friedrich Spee, gesuita e scrittore tedesco († 1635)
- 1593 - Antonio da Virgoletta, missionario italiano († 1641)

## XVII secolo(18)
- 1603 - Gregorio Preti, pittore italiano († 1672)
- 1613 - Mattia Preti, pittore italiano († 1699)
- 1622 - Cristiano Luigi di Brunswick-Lüneburg, duca tedesco († 1665)
- 1628 - Chiara Clemenza di Maillé, nobile francese († 1694)
- 1629 - Francesco Ermanno di Sassonia-Lauenburg, duca († 1666)
- 1635 - Valeriano di Nassau-Usingen, nobile tedesco († 1702)
- 1643 - Ahmed II, sultano ottomano († 1695)
- 1644 - Erdmute Sofia di Sassonia, principessa († 1670)
- 1651 - Quirinus Kuhlmann, poeta e mistico tedesco († 1689)
- 1661 - Anne Lennard, contessa di Sussex, nobile britannica
- 1670 - Maria Margaretha Kirch, astronoma tedesca († 1720)
- 1671 - Nicolaus Hieronymus Gundling, giurista e filosofo tedesco († 1729)
- 1675 - Maria Eleonora d'Assia-Rotenburg, principessa tedesca († 1720)
- 1680 - Philipp Hyazint von Lobkowicz, nobile ceco († 1734)
- 1681 - Edelberto dalla Nave, architetto italiano († 1742)
- 1682 - Giovanni Battista Morgagni, medico, anatomista e patologo italiano († 1771)
- 1683 - Jakob Benzelius, arcivescovo luterano e teologo svedese († 1747)
- 1692 - Karl Ludwig von Pöllnitz, scrittore e avventuriero tedesco († 1775)

## XVIII secolo(46)
- 1701 - Panfilo Antonio Mazzara, vescovo cattolico italiano († 1766)
- 1707 - Carlo Goldoni, commediografo e scrittore italiano († 1793)
- 1709 - Giordano Riccati, fisico, architetto e matematico italiano († 1790)
- 1711 - John Perceval, II conte di Egmont, politico inglese († 1770)
- 1714 - René Nicolas de Maupeou, magistrato e politico francese († 1792)
- 1714 - Hyde Parker, ammiraglio britannico († 1782)
- 1716 - Paolo Calvi, storico italiano († 1781)
- 1723 - Francesco Ferdinando Sanseverino, arcivescovo cattolico italiano († 1793)
- 1725 - Karl Wilhelm Ramler, poeta tedesco († 1798)
- 1726 - Guglielmina d'Assia-Kassel, nobile († 1808)
- 1727 - Charles Eugène Gabriel de la Croix, generale francese († 1801)
- 1727 - Armand-Louis Couperin, compositore e organista francese († 1789)
- 1728 - John Wood il Giovane, architetto britannico († 1782)
- 1728 - Vittoria d'Assia-Rotenburg, principessa tedesca († 1792)
- 1729 - Alfonso Airoldi, arcivescovo cattolico italiano († 1817)
- 1729 - Gaspar Oswald, religioso e architetto ungherese († 1781)
- 1737 - August Wilhelm Hupel, linguista tedesco († 1819)
- 1739 - Johann Rudolf Meyer, imprenditore svizzero († 1813)
- 1746 - Charles Cotesworth Pinckney, politico, generale e diplomatico statunitense († 1825)
- 1747 - Giovanni Filippo Gallarati Scotti, cardinale e arcivescovo cattolico italiano († 1819)
- 1749 - John Chetwynd-Talbot, I conte Talbot, nobile e politico inglese († 1793)
- 1749 - André Jeanbon Saint André, politico e rivoluzionario francese († 1813)
- 1752 - John Graves Simcoe, militare e politico inglese († 1806)
- 1753 - Johann Karl Christoph Nachtigal, teologo tedesco († 1819)
- 1753 - Frances Twysden, nobildonna inglese († 1821)
- 1754 - Benjamin Tallmadge, militare e politico statunitense († 1835)
- 1758 - Luigi Bossi Visconti, archivista, bibliotecario e letterato italiano († 1835)
- 1768 - Friedrich Adelung, filologo e linguista tedesco († 1843)
- 1768 - Crisanto di Costantinopoli, arcivescovo ortodosso greco († 1834)
- 1773 - Jacobo FitzJames Stuart, V duca di Berwick, nobile spagnolo († 1794)
- 1777 - Fleury François Richard, pittore francese († 1852)
- 1778 - José de San Martín, generale, patriota e rivoluzionario argentino († 1850)
- 1780 - John Bird Sumner, arcivescovo anglicano inglese († 1862)
- 1780 - Thomas Turton, matematico e vescovo anglicano inglese († 1864)
- 1781 - Matías de Irigoyen, politico argentino († 1839)
- 1788 - Thomas Cubitt, imprenditore britannico († 1855)
- 1789 - Hendrik Arent Hamaker, assiriologo, filologo e orientalista olandese († 1835)
- 1789 - Carlo Zucchi, architetto, incisore e scenografo italiano († 1849)
- 1790 - Juan Álvarez Mendizábal, politico e economista spagnolo († 1853)
- 1791 - Bobèche, attore teatrale e circense francese († 1841)
- 1792 - Johann Georg Christian Lehmann, botanico tedesco († 1860)
- 1794 - Barthélemy de Theux de Meylandt, politico belga († 1874)
- 1794 - Gerrit Schimmelpenninck, politico olandese († 1863)
- 1799 - Théodore Nézel, drammaturgo e librettista francese († 1854)
- 1799 - Démosthène Ollivier, politico francese († 1884)
- 1800 - Theodor Panofka, archeologo tedesco († 1858)

## XIX secolo(185)
- 1801 - Joseph Ginet, politico francese († 1872)
- 1801 - Samuel Medary, politico statunitense († 1864)
- 1802 - Francesco di Paola del Liechtenstein, principe e generale austriaco († 1887)
- 1803 - Heinrich Ernst Ferdinand Guericke, teologo tedesco († 1878)
- 1805 - Benedetto Servolini, pittore italiano († 1879)
- 1806 - Giovanni Battista Cassinis, giurista e politico italiano († 1866)
- 1806 - Friedrich Welwitsch, botanico e esploratore austriaco († 1872)
- 1809 - George Washington Cullum, militare statunitense († 1892)
- 1810 - Giovanni Interdonato, politico italiano († 1866)
- 1810 - Raffaele Marchesi, presbitero, insegnante e scrittore italiano († 1871)
- 1810 - Paolina di Württemberg, principessa e duchessa († 1856)
- 1811 - Giuseppe Alinovi, pittore italiano († 1848)
- 1811 - Gaspare Botto, matematico italiano († 1892)
- 1812 - Carl Christian Hall, politico danese († 1888)
- 1812 - Giuseppe Petroni, patriota e politico italiano († 1888)
- 1814 - Riccardo di Castelvecchio, commediografo italiano († 1894)
- 1815 - Antonio De Martino, medico e politico italiano († 1904)
- 1816 - Giovanni Morelli, storico dell'arte e politico italiano († 1891)
- 1817 - Bartolomeo Pacca il Giovane, cardinale italiano († 1880)
- 1818 - Maria Amalia di Borbone-Due Sicilie, principessa italiana († 1857)
- 1819 - Peter Friedhofen, presbitero tedesco († 1860)
- 1820 - Joseph Marie Piétri, politico francese († 1902)
- 1822 - Gaetano Mastellari, artista italiano († 1890)
- 1823 - Gaetano Sangiorgi, politico italiano († 1884)
- 1825 - Domenico Galaverna, poeta, scrittore e tipografo italiano († 1903)
- 1825 - Antonio Panzera, politico italiano († 1886)
- 1825 - Vladimir Gustavovič Tizengauzen, orientalista e numismatico tedesco († 1902)
- 1826 - Giuseppe Andrea Angeloni, nobile e politico italiano († 1891)
- 1828 - Bartolomeo Malfatti, geografo, storico e etnografo italiano († 1892)
- 1829 - Alexander von Bülow, politico tedesco († 1901)
- 1829 - Felice Rignon, nobile e politico italiano († 1914)
- 1832 - Karl Bartsch, filologo tedesco († 1888)
- 1832 - Federico Gabelli, ingegnere e politico italiano († 1889)
- 1835 - Christoph Theodor Aeby, anatomista e antropologo svizzero († 1885)
- 1835 - Romeo Bozzetti, patriota, generale e giornalista italiano († 1907)
- 1835 - Pietro Lavagnolo, patriota e militare italiano († 1860)
- 1835 - Matsukata Masayoshi, politico giapponese († 1924)
- 1835 - Osbert Salvin, naturalista, ornitologo e erpetologo inglese († 1898)
- 1836 - Pauline von Metternich, nobildonna e socialite austriaca († 1921)
- 1836 - Giovanni Battista Zampironi, farmacista, chimico e inventore italiano († 1906)
- 1837 - Rosalía de Castro, poetessa e scrittrice spagnola († 1885)
- 1840 - Otto Liebmann, filosofo tedesco († 1912)
- 1841 - Giovanni Battista De Lotto, intagliatore italiano († 1924)
- 1841 - Pierre-Auguste Renoir, pittore francese († 1919)
- 1842 - Ida Lewis, statunitense († 1911)
- 1842 - Karl May, scrittore tedesco († 1912)
- 1843 - Giuseppe Baudoin, militare italiano († 1896)
- 1843 - Enrico Del Carlo, politico e giornalista italiano († 1920)
- 1844 - Leó Frankel, politico ungherese († 1896)
- 1844 - Eugenio Geiringer, architetto e ingegnere italiano († 1904)
- 1844 - Mario Rapisardi, poeta, traduttore e italianista italiano († 1912)
- 1845 - George Reid, politico britannico († 1918)
- 1846 - Giuseppe De Nittis, pittore italiano († 1884)
- 1846 - Vincenzo Macchi di Cellere, militare e nobile italiano († 1934)
- 1848 - Eugène-Melchior de Vogüé, politico, critico letterario e slavista francese († 1910)
- 1848 - Guglielmo II di Württemberg, re († 1921)
- 1849 - Ernest George Meers, tennista britannico († 1928)
- 1851 - Chris Madsen, militare e poliziotto danese († 1944)
- 1855 - Cesário Verde, poeta portoghese († 1886)
- 1856 - Marie Joseph Eugène Bridoux, generale francese († 1914)
- 1856 - Giovanni Di Stefano, geologo e paleontologo italiano († 1918)
- 1856 - Enrico Ferri, criminologo, politico e giornalista italiano († 1929)
- 1856 - Karl Lamprecht, storico tedesco († 1915)
- 1856 - Matthias Zdarsky, sciatore alpino austriaco († 1940)
- 1857 - Friedrich Reinitzer, chimico e botanico austriaco († 1927)
- 1859 - William Elcoat, allenatore di calcio britannico († 1912)
- 1859 - Georg Schreck, architetto finlandese († 1925)
- 1859 - Ángel Rodríguez de Prada, religioso, matematico e astronomo spagnolo († 1935)
- 1860 - John Robertson Aikman, giocatore di curling britannico († 1948)
- 1860 - Ferdinand Vach, musicista ceco († 1939)
- 1861 - Santiago Rusiñol, pittore, scrittore e drammaturgo spagnolo († 1931)
- 1864 - Gustav Breddin, entomologo tedesco († 1909)
- 1864 - Lucien Lizé, generale francese († 1918)
- 1865 - Andranik Ozanian, patriota e generale armeno († 1927)
- 1865 - Gaetano Pini-Corsi, tenore italiano († 1935)
- 1865 - Luigi Sapelli, scenografo, costumista e illustratore italiano († 1936)
- 1866 - Benedetto Croce, filosofo, storico e politico italiano († 1952)
- 1866 - Charles Hennemann, discobolo e martellista statunitense († 1938)
- 1866 - Heinrich Kühn, fotografo tedesco († 1944)
- 1866 - Alessandro Sacheri, poeta, letterato e giornalista italiano († 1927)
- 1866 - Achille Tellini, naturalista, geologo e linguista italiano († 1938)
- 1867 - Nazime Sultan, principessa ottomana († 1947)
- 1867 - William Lakin Turner, pittore britannico († 1936)
- 1868 - Erwin Baum, politico tedesco († 1950)
- 1868 - Georg Grimm, giurista e magistrato tedesco († 1945)
- 1869 - Gustavo Balsamo-Crivelli, filologo e scrittore italiano († 1929)
- 1869 - Phoebus Levene, biochimico lituano († 1940)
- 1870 - Matylda Getter, religiosa polacca († 1968)
- 1870 - Lily Pettigrew, modella britannica
- 1871 - Oliver Campbell, tennista statunitense († 1953)
- 1871 - Lesja Ukraïnka, poetessa ucraina († 1913)
- 1872 - Alice Bailly, pittrice svizzera († 1938)
- 1872 - Rose Pettigrew, modella britannica
- 1873 - Renato Brogi, compositore italiano († 1924)
- 1873 - Enrico Caruso, tenore italiano († 1921)
- 1873 - Ciro Contini, ingegnere italiano († 1952)
- 1873 - Alfred Hickman, attore inglese († 1931)
- 1874 - Aristide Baghetti, attore italiano († 1955)
- 1874 - Ettore Leopardi, imprenditore, politico e nobile italiano († 1945)
- 1874 - Henri Prost, architetto e urbanista francese († 1959)
- 1875 - Salvatore Di Marzo, politico e giurista italiano († 1954)
- 1875 - Karl August Nerger, militare tedesco († 1947)
- 1875 - Franz Nieberl, alpinista e scrittore tedesco († 1968)
- 1876 - Paul Louis Amans Dop, botanico francese († 1954)
- 1876 - Alduino Emidi, fantino italiano († 1922)
- 1876 - Philip Graves, giornalista irlandese († 1953)
- 1877 - Manuel González García, vescovo cattolico spagnolo († 1940)
- 1877 - John Robertson, allenatore di calcio e calciatore scozzese († 1935)
- 1877 - Karel Toman, poeta e giornalista ceco († 1946)
- 1878 - Eduard Meijer, nuotatore e pallanuotista olandese († 1929)
- 1879 - Aleksandr Andreev, scultore bulgaro († 1971)
- 1879 - Julius Falkenstein, attore tedesco († 1933)
- 1879 - Royal Harwood Frost, astronomo statunitense († 1950)
- 1880 - Sherman Bainbridge, attore statunitense († 1950)
- 1881 - Mulay 'Abd al-'Aziz, sultano marocchino († 1943)
- 1881 - Giacomo Attilio Cermenati, medico e politico italiano († 1963)
- 1881 - William Zebulon Foster, politico e sindacalista statunitense († 1961)
- 1881 - Aleksej Ivanovič Rykov, rivoluzionario e politico sovietico († 1938)
- 1881 - Arthur Stanley Tritton, islamista e storico britannico († 1973)
- 1883 - Alice di Albany, principessa britannica († 1981)
- 1883 - Herbert Burgess, calciatore e allenatore di calcio inglese († 1954)
- 1883 - Eugenio Giovannetti, giornalista, scrittore e traduttore italiano († 1951)
- 1883 - J. Edward Hungerford, sceneggiatore statunitense († 1964)
- 1883 - Mariano Cordovani, religioso, teologo e docente italiano († 1950)
- 1884 - Else Feldmann, giornalista, scrittrice e drammaturga austriaca († 1942)
- 1885 - Sylvia Leonora Brett, nobile inglese († 1971)
- 1885 - Cesare Franco, compositore e organista italiano († 1944)
- 1885 - Alice di Battenberg, nobile tedesca († 1969)
- 1886 - Hans Walter Imhoff, calciatore svizzero († 1971)
- 1886 - Sven Ohlsson, lottatore svedese († 1961)
- 1887 - Andrew McNaughton, generale, politico e scienziato canadese († 1966)
- 1887 - José Razzano, cantante e compositore uruguaiano († 1960)
- 1888 - Félicien Courbet, pallanuotista belga († 1967)
- 1888 - John Foster Dulles, politico e avvocato statunitense († 1959)
- 1888 - Maurice Schilles, pistard francese († 1957)
- 1888 - Georg "Irg" Steiner, alpinista austriaco († 1972)
- 1888 - Ernst Thurm, calciatore austriaco
- 1889 - Gordon Dobson, fisico britannico († 1976)
- 1889 - Pierre Failliot, velocista, multiplista e rugbista a 15 francese († 1935)
- 1889 - Antonio Savoldi, imprenditore e editore italiano († 1977)
- 1890 - William Fildew, direttore della fotografia statunitense († 1943)
- 1890 - Myra Hess, pianista inglese († 1965)
- 1890 - Albin Mlakar, militare austro-ungarico († 1946)
- 1890 - Kiyohide Shima, ammiraglio giapponese († 1973)
- 1891 - Pier Arrigo Barnaba, politico e militare italiano († 1967)
- 1891 - Romualdo Ghiglione, ginnasta italiano († 1940)
- 1891 - Francesco Loi, ginnasta italiano († 1977)
- 1891 - Eddie Mannix, produttore cinematografico statunitense († 1963)
- 1891 - Alfredo Marceneiro, cantante e compositore portoghese († 1982)
- 1891 - Barore Sassu, poeta italiano († 1976)
- 1892 - Heinrich Mechling, calciatore tedesco († 1976)
- 1892 - Alberto della Ragione, ingegnere, mecenate e collezionista d'arte italiano († 1973)
- 1893 - Edvin Adolphson, attore e regista svedese († 1979)
- 1893 - Alfredo Bertone, attore italiano († 1927)
- 1894 - Meher Baba, indiano († 1969)
- 1894 - Arthur Fauville, psicologo belga († 1974)
- 1894 - Sven Malm, velocista svedese († 1974)
- 1894 - Carlos Saco, compositore e chitarrista peruviano († 1935)
- 1894 - Hilmar Wictorin, pallanuotista svedese († 1964)
- 1895 - Bert Bell, allenatore di football americano e dirigente sportivo statunitense († 1959)
- 1895 - Tom Buckingham, regista, sceneggiatore e fotografo statunitense († 1934)
- 1895 - Bob McDonald, calciatore scozzese († 1971)
- 1895 - Katsutoshi Naito, lottatore giapponese († 1969)
- 1895 - Pavel Petrovič Petrov-Bytov, regista e sceneggiatore russo († 1960)
- 1895 - Dawid Wdowiński, neurologo e psichiatra polacco († 1970)
- 1895 - Şehzade Osman Füad, principe ottomano († 1973)
- 1896 - Ida Cox, cantante statunitense († 1967)
- 1896 - Pasquale Galliano Magno, avvocato italiano († 1974)
- 1896 - Heinrich Gontermann, militare e aviatore tedesco († 1917)
- 1896 - John Little McClellan, politico statunitense († 1977)
- 1896 - Ida Noddack, chimica e fisica tedesca († 1978)
- 1897 - Helen Jerome Eddy, attrice statunitense († 1990)
- 1897 - Samuel Kinkead, militare e aviatore sudafricano († 1928)
- 1897 - Renato Sandalli, generale e politico italiano († 1968)
- 1898 - William Astbury, fisico inglese († 1961)
- 1898 - Fausta Cialente, scrittrice, giornalista e traduttrice italiana († 1994)
- 1898 - Doug Livingstone, allenatore di calcio e calciatore scozzese († 1981)
- 1899 - Hans Lunding, ufficiale e cavaliere danese († 1984)
- 1899 - Gino Martinesi, generale italiano († 1956)
- 1899 - António Pinho, calciatore portoghese († 1999)
- 1899 - John Potts, calciatore inglese († 1986)
- 1899 - Steve Sekely, regista ungherese († 1979)
- 1899 - Leo Weisgerber, linguista tedesco († 1985)
- 1900 - Franz Buxbaum, botanico austriaco († 1979)
- 1900 - Marina Jurlova, militare, scrittrice e ballerina russa († 1984)

## XX secolo(1017)
- 1901 - Paul Fritsch, pugile francese († 1970)
- 1901 - Federico Ghisi, compositore e musicologo italiano († 1975)
- 1901 - Guido Gianfardoni, calciatore e allenatore di calcio italiano († 1941)
- 1901 - Zeppo Marx, attore, comico e imprenditore statunitense († 1979)
- 1901 - Giovanni Omiccioli, pittore italiano († 1975)
- 1902 - Max Arnow, direttore del casting statunitense († 1984)
- 1902 - Tania Balachova, attrice francese († 1973)
- 1902 - Vincenzo Carano, calciatore italiano
- 1902 - King Clancy, hockeista su ghiaccio e allenatore di hockey su ghiaccio canadese († 1986)
- 1902 - Oscar Cullmann, teologo francese († 1999)
- 1902 - Egons Feldbergs, calciatore lettone († 1979)
- 1902 - Max Kommerell, storico, scrittore e insegnante tedesco († 1944)
- 1902 - Francesco Malagni, dirigente sportivo e calciatore italiano († 1958)
- 1903 - Valentino Brosio, scrittore e produttore cinematografico italiano († 1999)
- 1903 - João Gaspar Simões, critico letterario, saggista e scrittore portoghese († 1987)
- 1903 - Guillermo Subiabre, calciatore cileno († 1964)
- 1904 - Gino Bonichi, pittore e scrittore italiano († 1933)
- 1904 - Marcel Capelle, calciatore francese († 1996)
- 1905 - Aljaksej Jaŭchimavič Kljaščoŭ, generale e politico sovietico († 1968)
- 1905 - Lucien Bernard Lacoste, vescovo cattolico e missionario francese († 1989)
- 1905 - Harald Lander, ballerino, coreografo e direttore artistico danese († 1971)
- 1905 - Perry Miller, storico statunitense († 1963)
- 1905 - Antonio Sicurezza, pittore italiano († 1979)
- 1905 - Voldemārs Žins, calciatore lettone († 1962)
- 1906 - Gilbert Blanc, pittore francese († 1993)
- 1906 - Vittorio Cannaviello, aviatore e militare italiano († 1943)
- 1906 - Mary Chase, scrittrice statunitense († 1981)
- 1906 - Voldemārs Grāvelis, calciatore lettone († 1947)
- 1906 - Warren Hymer, attore statunitense († 1948)
- 1906 - Ernő Németh, calciatore ungherese († 1971)
- 1906 - Boris Papandopulo, compositore e direttore d'orchestra croato († 1991)
- 1907 - Sabahattin Ali, scrittore, poeta e giornalista turco († 1948)
- 1907 - Giuseppe Paupini, cardinale e arcivescovo cattolico italiano († 1992)
- 1907 - Wini Shaw, cantante, attrice e ballerina statunitense († 1982)
- 1907 - Geza Šifliš, calciatore jugoslavo († 1948)
- 1907 - Livio Tamanini, entomologo italiano († 1997)
- 1907 - William Tubbs, attore statunitense († 1953)
- 1907 - Aventino Zamboni, calciatore e allenatore di calcio italiano
- 1908 - Paul Deydier, schermidore francese († 1975)
- 1908 - George Duning, compositore statunitense († 2000)
- 1908 - Heinz Emmerich, calciatore tedesco († 1986)
- 1908 - Folke Frölén, cavaliere svedese († 2002)
- 1908 - Aleksej Illarionovič Kiričenko, politico e generale sovietico († 1975)
- 1908 - Carlo Martini, pittore italiano († 1958)
- 1908 - Frank G. Slaughter, scrittore e medico statunitense († 2001)
- 1909 - Lev Arcimovič, fisico russo († 1973)
- 1909 - Édouard Gardère, schermidore francese († 1969)
- 1909 - Silvio Geuna, politico, giornalista e religioso italiano († 1998)
- 1909 - Ernst Erich Noth, scrittore tedesco († 1983)
- 1909 - Marguerite Lafiteau, ginnasta e cestista francese († 2015)
- 1909 - Edgar Pangborn, scrittore statunitense († 1976)
- 1909 - Donato Turrini, politico e giornalista italiano († 1992)
- 1910 - Camille Beeckman, ciclista su strada belga († 1994)
- 1910 - George Campbell Tinning, pittore e illustratore canadese († 1996)
- 1910 - Millicent Fenwick, politica, ambasciatore e giornalista statunitense († 1992)
- 1910 - Charles Fosset, allenatore di calcio e calciatore francese († 1989)
- 1910 - Pavel Vladimirovič Klušancev, regista cinematografico sovietico († 1999)
- 1910 - Rüstəm Mustafayev, pittore e scenografo azero († 1940)
- 1910 - Bob Shankly, allenatore di calcio e calciatore scozzese († 1982)
- 1910 - Italo Tomassi, pittore e scenografo italiano († 1990)
- 1910 - Georges de Bourguignon, schermidore belga († 1989)
- 1911 - Don Welsh, calciatore e allenatore di calcio britannico († 1990)
- 1912 - Francesco Albani, ciclista su strada italiano († 1997)
- 1912 - Émile Allais, sciatore alpino, allenatore di sci alpino e dirigente sportivo francese († 2012)
- 1912 - Quinto Bucci, politico italiano († 1970)
- 1912 - Engelbert Bösch, calciatore svizzero († 1979)
- 1912 - Filippo Gagliardi, imprenditore e filantropo italiano († 1968)
- 1912 - Enzo Giacchero, partigiano e politico italiano († 2000)
- 1912 - Bernard Lajarrige, attore francese († 1999)
- 1912 - Vsevolod Sanaev, attore sovietico († 1996)
- 1912 - Richard Wattis, attore britannico († 1975)
- 1913 - Jim Backus, attore statunitense († 1989)
- 1913 - Bruno Da Col, saltatore con gli sci italiano († 1995)
- 1913 - Gert Fröbe, attore e cabarettista tedesco († 1988)
- 1913 - Johanne Kolstad, saltatrice con gli sci norvegese († 1997)
- 1913 - Lawrence Stevens, pugile sudafricano († 1989)
- 1914 - Carroll Borland, attrice statunitense († 1994)
- 1914 - Nais Lago, attrice italiana
- 1914 - Jean Petit, calciatore belga († 1944)
- 1914 - Ugo Rapalo, direttore d'orchestra e compositore italiano († 2003)
- 1915 - Nicola Bruscantini, calciatore italiano
- 1915 - Antonio Canale, fumettista italiano († 1991)
- 1915 - Giuseppe D'Alessandro, politico e medico italiano († 1984)
- 1915 - Luigi Dardani, vescovo cattolico italiano († 1999)
- 1915 - Adolfo Gregoretti, marinaio e militare italiano († 1943)
- 1915 - Lois Gunden, insegnante statunitense († 2005)
- 1916 - Reinhard Bendix, sociologo tedesco († 1991)
- 1916 - Guila Bustabo, violinista statunitense († 2002)
- 1916 - Lino Fregosi, calciatore italiano († 1977)
- 1917 - Giuseppe Bignami, militare e marinaio italiano († 1942)
- 1917 - Anthony Burgess, scrittore, critico letterario e glottoteta britannico († 1993)
- 1917 - Rex Gordon, scrittore di fantascienza britannico († 1998)
- 1917 - Erhard Jakobsen, politico danese († 2012)
- 1917 - Brenda Joyce, attrice statunitense († 2009)
- 1918 - Eilert Eilertsen, politico e calciatore norvegese († 2014)
- 1918 - Barney Ewell, velocista statunitense († 1996)
- 1918 - Renzo Giovannoni, calciatore italiano
- 1918 - Michail Kuznecov, attore sovietico († 1986)
- 1918 - Evgenij Kuzmič Lazarev, militare sovietico († 1942)
- 1918 - Bobby Riggs, tennista statunitense († 1995)
- 1918 - Ed Scheiwe, cestista statunitense († 1997)
- 1919 - Emilio Ferrari, calciatore italiano
- 1919 - Pietro Garinei, commediografo, regista teatrale e attore italiano († 2006)
- 1919 - Monte Irvin, giocatore di baseball statunitense († 2016)
- 1919 - Ljubo Miloš, funzionario croato († 1948)
- 1919 - Karl Pribram, medico austriaco († 2015)
- 1919 - Clarence Seignoret, politico dominicense († 2002)
- 1919 - Francisco Gomes da Costa, calciatore portoghese († 1987)
- 1920 - Jean-Émile Charon, fisico e filosofo francese († 1998)
- 1920 - Léopold Dion, serial killer canadese († 1972)
- 1920 - Philip Habib, diplomatico statunitense († 1992)
- 1920 - Sun Myung Moon, predicatore sudcoreano († 2012)
- 1920 - Kálmán Szeverényi, militare e aviatore ungherese († 1945)
- 1920 - Leonardo Tarantini, partigiano, antifascista e poeta italiano († 2009)
- 1921 - Rolf Appel, chimico tedesco († 2012)
- 1921 - Gildo Arena, nuotatore e pallanuotista italiano († 2005)
- 1921 - Ugo Casiraghi, critico cinematografico e storico del cinema italiano († 2006)
- 1921 - Marino Di Fonte, calciatore italiano
- 1921 - Alessandro Ferri, calciatore italiano († 2003)
- 1921 - Roman Kačanov, regista, artista e sceneggiatore sovietico († 1993)
- 1921 - Italo Lana, filologo classico e latinista italiano († 2002)
- 1921 - Pierre Laporte, politico canadese († 1970)
- 1921 - Maurice Venezia, partigiano e superstite dell'Olocausto greco († 2013)
- 1921 - John Wainwright, scrittore inglese († 1995)
- 1922 - Steve Grivnow, calciatore statunitense († 1969)
- 1922 - Miloslava Misáková, ginnasta cecoslovacca († 2015)
- 1922 - Deanie Parrish, militare e aviatrice statunitense († 2022)
- 1922 - Bert Remsen, attore statunitense († 1999)
- 1922 - Milt Schoon, cestista statunitense († 2015)
- 1922 - Caterina Tufarelli Palumbo, politica italiana († 1979)
- 1922 - Tex Winter, allenatore di pallacanestro statunitense († 2018)
- 1923 - Eta Boeriu, scrittrice, poetessa e traduttrice rumena († 1984)
- 1923 - Jón Örn Jónasson, calciatore islandese († 1983)
- 1923 - Antimo Negri, filosofo italiano († 2005)
- 1923 - Ivo Štakula, pallanuotista jugoslavo († 1958)
- 1923 - Jacob Taubes, insegnante, filosofo e rabbino austriaco († 1987)
- 1923 - Gene Vance, cestista, allenatore di pallacanestro e dirigente sportivo statunitense († 2012)
- 1923 - Giombattista Xiumè, politico e medico italiano († 2012)
- 1923 - Andrea Zenesini, imprenditore e dirigente sportivo italiano († 1984)
- 1924 - Nelson Bobb, cestista statunitense († 2003)
- 1924 - Nora Eddington, attrice e scrittrice statunitense († 2001)
- 1924 - Hugh Huxley, biologo inglese († 2013)
- 1924 - Francesco Lacelli, calciatore italiano († 2014)
- 1924 - Gino Pistoni, partigiano italiano († 1944)
- 1924 - Enzo Sellerio, editore e fotografo italiano († 2012)
- 1925 - Panchito Alba, attore filippino († 1995)
- 1925 - Sergio Belloni, pittore italiano († 2005)
- 1925 - Lisa Kirk, attrice, cantante e ballerina statunitense († 1990)
- 1925 - Eduardo Risso, canottiere uruguaiano († 1986)
- 1925 - Shehu Shagari, politico nigeriano († 2018)
- 1926 - Roberto Giammanco, sociologo, storico e saggista italiano († 2013)
- 1926 - Rana Hanimsultan, principessa ottomana († 2008)
- 1926 - Angelo Tansini, politico italiano († 1994)
- 1927 - Léopold Gernaey, calciatore belga († 2005)
- 1927 - Dickie Jones, attore e doppiatore statunitense († 2014)
- 1927 - Almerico Realfonzo, ingegnere e partigiano italiano († 2019)
- 1927 - Ralph Stanley, musicista statunitense († 2016)
- 1927 - Ludovico Tubaro, ex calciatore italiano
- 1928 - Paul Elvstrøm, velista danese († 2016)
- 1928 - María Elena Galiano, aracnologa argentina († 2000)
- 1928 - Larry Gelbart, sceneggiatore, librettista e regista statunitense († 2009)
- 1928 - Christopher George, attore statunitense († 1983)
- 1928 - Lovro Radonjić, allenatore di pallanuoto e pallanuotista jugoslavo († 1990)
- 1928 - Emilio Sanna, scrittore e giornalista italiano († 2019)
- 1928 - Richard G. Stern, scrittore statunitense († 2013)
- 1929 - Lino Pasquale Bonelli, critico d'arte, giornalista e poeta italiano († 1982)
- 1929 - Savin Couelle, architetto francese († 2020)
- 1929 - Jan Foudraine, psichiatra olandese († 2016)
- 1929 - Luigi Traverso, calciatore italiano († 1990)
- 1930 - Wendy Beckett, religiosa e storica dell'arte sudafricana († 2018)
- 1930 - Francesco Caracciolo, storico, scrittore e saggista italiano
- 1930 - Imre Gyöngyössy, regista, scrittore e poeta ungherese († 1994)
- 1930 - Kázmér Pacséri, schermidore ungherese († 2013)
- 1930 - Dan Pagis, poeta israeliano († 1986)
- 1930 - Antonio Scarano, politico italiano († 2019)
- 1930 - Edi Ziegler, ciclista su strada tedesco († 2020)
- 1931 - Lorenzo Acquarone, avvocato, giurista e politico italiano († 2020)
- 1931 - Eric Edgar Cooke, serial killer australiano († 1964)
- 1931 - Viola Farber, ballerina e coreografa statunitense († 1998)
- 1931 - Alphonse Indelicato, mafioso statunitense († 1981)
- 1931 - Jean-Jacques Maurer, calciatore svizzero († 1990)
- 1931 - Fernando Rodríguez, ex bobbista argentino
- 1931 - Mario Tortul, calciatore e allenatore di calcio italiano († 2008)
- 1932 - Hans Apel, economista e politico tedesco († 2011)
- 1932 - Tony Brooks, pilota automobilistico britannico († 2022)
- 1932 - Giancarlo Ghironzi, politico e medico sammarinese († 2020)
- 1932 - Ninni Maina, cantante italiano († 2008)
- 1932 - Augusto Polo Campos, compositore peruviano († 2018)
- 1932 - Jud Taylor, attore, regista televisivo e produttore televisivo statunitense († 2008)
- 1932 - Michael Thevis, imprenditore e criminale statunitense († 2013)
- 1932 - Faron Young, cantante statunitense († 1996)
- 1932 - Arnaldo Zambardi, scrittore, semiologo e sociologo italiano († 2017)
- 1933 - Marino Bollini, politico sammarinese († 2020)
- 1933 - Bengt Lindskog, calciatore svedese († 2008)
- 1933 - Carlo Papini, editore italiano († 2020)
- 1933 - Stelio Posar, cestista e allenatore di pallacanestro italiano († 2017)
- 1934 - Doug Brinham, cestista canadese († 2020)
- 1934 - Michael Fairman, attore statunitense
- 1934 - Juan Joya, calciatore peruviano († 2007)
- 1934 - Seppo Kuusela, cestista e allenatore di pallacanestro finlandese († 2014)
- 1934 - Yvo Molenaers, ex ciclista su strada e dirigente sportivo belga
- 1934 - Ron Simpson, calciatore inglese († 2010)
- 1934 - Judith Stamm, giurista e politica svizzera († 2022)
- 1934 - Klaus Thiele, calciatore tedesco orientale († 2019)
- 1935 - Tony Campolo, pastore protestante e sociologo statunitense († 2024)
- 1935 - José Macia, ex calciatore e allenatore di calcio brasiliano
- 1936 - Emilio Giannelli, disegnatore e vignettista italiano
- 1936 - Peter Hill-Wood, dirigente sportivo inglese († 2018)
- 1936 - Richard Percudani, cestista e allenatore di pallacanestro statunitense († 2001)
- 1936 - Jerry Reinsdorf, imprenditore e avvocato statunitense
- 1936 - Norman Scribner, direttore d'orchestra, compositore e pianista statunitense († 2015)
- 1937 - Mykola Bahlej, cestista sovietico († 1991)
- 1937 - Tom Courtenay, attore britannico
- 1937 - Pier Francesco Guarguaglini, dirigente pubblico italiano
- 1937 - Art Powell, giocatore di football americano statunitense († 2015)
- 1937 - Severo Sarduy, poeta, scrittore e critico d'arte cubano († 1993)
- 1937 - Ali Shahbazi, generale iraniano
- 1937 - Gyula Zsivótzky, martellista ungherese († 2007)
- 1938 - Maryanne Amacher, compositrice e artista statunitense († 2009)
- 1938 - Diane Baker, attrice statunitense
- 1938 - Herb Elliott, ex mezzofondista australiano
- 1938 - John Frederick Foster, velista, bobbista e dirigente sportivo americo-verginiano
- 1938 - Viktor Kosičkin, pattinatore di velocità su ghiaccio sovietico († 2012)
- 1938 - Galeazzo Nardini, artista italiano († 2016)
- 1938 - Mauro Vestri, attore italiano († 2015)
- 1938 - Reinhold Wosab, ex calciatore tedesco
- 1939 - Heinz Bertschi, calciatore svizzero († 2016)
- 1939 - Paul F. Knitter, teologo statunitense
- 1939 - John Leonard, scrittore e critico letterario statunitense († 2008)
- 1939 - Gerald Murnane, scrittore australiano
- 1939 - Carlos Saldías, ex calciatore argentino
- 1939 - Jim Tyrer, giocatore di football americano e assassino statunitense († 1980)
- 1940 - Luisa Capitanio Santolini, politica italiana
- 1940 - Cho Yoon-ok, calciatore sudcoreano († 2002)
- 1940 - Thue Christiansen, insegnante, designer e politico groenlandese († 2022)
- 1940 - Gian Giacomo Fissore, diplomatista, storico e paleografo italiano († 2019)
- 1940 - Judith Liber, arpista statunitense († 2020)
- 1940 - Jesús López Cobos, direttore d'orchestra spagnolo († 2018)
- 1940 - Béchara Boutros Raï, cardinale e patriarca cattolico libanese
- 1940 - Philippe Rolland, prete francese († 2017)
- 1940 - Ron Santo, giocatore di baseball statunitense († 2010)
- 1940 - Kees Smit, calciatore olandese († 2025)
- 1940 - Yeo Woon-kay, attrice sudcoreana († 2009)
- 1941 - Piergiorgio Brigliadori, bibliotecario italiano († 2006)
- 1941 - Susan Browning, attrice e cantante statunitense († 2006)
- 1941 - Sandy Bull, musicista statunitense († 2001)
- 1941 - Pierluigi Cera, ex calciatore italiano
- 1941 - David Puttnam, produttore cinematografico britannico
- 1941 - Nedo Sonetti, ex calciatore e allenatore di calcio italiano
- 1941 - Stewart Sutherland, filosofo scozzese († 2018)
- 1941 - José Luis Violeta, calciatore spagnolo († 2022)
- 1942 - Edoardo Colombo, cestista e allenatore di pallacanestro italiano († 2021)
- 1942 - Karen Grassle, attrice statunitense
- 1942 - Betty Heukels, ex nuotatrice olandese
- 1942 - Kim Yeong-il, cestista sudcoreano († 1976)
- 1942 - Valérie Lagrange, attrice e cantante francese
- 1942 - Cincy Powell, cestista statunitense († 2023)
- 1942 - Bojan Radev, ex lottatore bulgaro
- 1942 - Ted Taylor, ex hockeista su ghiaccio canadese
- 1943 - Aquilino Bonfanti, calciatore italiano († 2016)
- 1943 - Liv Christiansen, ex sciatrice alpina norvegese
- 1943 - Jack Concannon, giocatore di football americano statunitense († 2005)
- 1943 - Giōrgos Dedes, ex calciatore greco
- 1943 - George Harrison, cantautore, polistrumentista e compositore britannico († 2001)
- 1943 - Wilson Piazza, ex calciatore brasiliano
- 1943 - Joseph Spruyt, ex ciclista su strada belga
- 1943 - Julien Stevens, ex ciclista su strada, pistard e dirigente sportivo belga
- 1944 - Ed Adlum, regista, sceneggiatore e produttore cinematografico statunitense
- 1944 - Roger Christian, regista e scenografo britannico
- 1944 - François Cevert, pilota automobilistico francese († 1973)
- 1944 - Antonio Damasio, neurologo, neuroscienziato e psicologo portoghese
- 1944 - Matt Guokas, ex cestista, allenatore di pallacanestro e dirigente sportivo statunitense
- 1944 - Suzanne Kosmas, politica statunitense
- 1944 - Carlos Pachamé, allenatore di calcio e ex calciatore argentino
- 1945 - Rosolino Bianchetti Boffelli, vescovo cattolico italiano
- 1945 - Elkie Brooks, cantante britannica
- 1945 - Bruno Divina, ex calciatore italiano
- 1945 - Bruce Kovner, manager statunitense
- 1945 - Toshikatsu Matsuoka, politico giapponese († 2007)
- 1945 - Val McLane, attrice britannica
- 1945 - Shiva Naipaul, scrittore trinidadiano († 1985)
- 1945 - Józef Nowara, schermidore polacco († 1984)
- 1945 - Roy Saari, nuotatore statunitense († 2008)
- 1945 - Teo Teocoli, comico, imitatore e cabarettista italiano
- 1946 - Lucio Bertogna, ex calciatore italiano
- 1946 - Anders Besseberg, dirigente sportivo e ex sciatore nordico norvegese
- 1946 - José Antonio González, ex ciclista su strada, pistard e dirigente sportivo spagnolo
- 1946 - Franz Xaver Kroetz, drammaturgo, scrittore e attore tedesco
- 1946 - Gigi Rizzi, chitarrista e compositore italiano
- 1946 - Jahangir Tavakoli, pallanuotista iraniano
- 1946 - Jean Todt, dirigente d'azienda, dirigente sportivo e ex copilota di rally francese
- 1947 - Ezio Baribbi, pilota automobilistico italiano
- 1947 - Giuseppe Betori, cardinale e arcivescovo cattolico italiano
- 1947 - Vittorio Caporale, ex calciatore italiano
- 1947 - Jorge Donn, danzatore argentino († 1992)
- 1947 - Lee Evans, velocista statunitense († 2021)
- 1947 - Valter Ferrara, dirigente pubblico e fotografo italiano († 2018)
- 1947 - Sebastián Fleitas, calciatore paraguaiano († 2000)
- 1947 - Ryo Kawasaki, musicista, compositore e chitarrista giapponese († 2020)
- 1947 - Enrico La Loggia, politico italiano
- 1947 - Marc Sautet, scrittore, filosofo e insegnante francese († 1998)
- 1947 - Eddie Thomson, allenatore di calcio e calciatore scozzese († 2003)
- 1947 - Franco Udella, ex pugile italiano
- 1947 - Doug Yule, cantante e musicista statunitense
- 1947 - Aljoša Žorga, ex cestista jugoslavo
- 1948 - Aldo Busi, scrittore, traduttore e opinionista italiano
- 1948 - Danny Denzongpa, attore e regista indiano
- 1948 - Friedrich Koncilia, allenatore di calcio e ex calciatore austriaco
- 1948 - Livio Luppi, allenatore di calcio e ex calciatore italiano
- 1948 - Fritz Ohlwärter, bobbista tedesco
- 1949 - Vincent Bastien, imprenditore francese
- 1949 - Ric Flair, ex wrestler statunitense
- 1949 - Viktor Klimenko, ex ginnasta sovietico
- 1949 - Viktor Vasyl'ovyč Kuznecov, ex calciatore sovietico
- 1949 - Amin Maalouf, giornalista e scrittore libanese
- 1949 - Paolo Mieli, giornalista e saggista italiano
- 1949 - Nino Minieri, cantautore italiano
- 1949 - Frank Sampedro, chitarrista statunitense
- 1949 - Ireen Sheer, cantante britannica
- 1949 - Mario Vivani, calciatore e allenatore di calcio italiano († 2024)
- 1950 - Julián Carrón, teologo e linguista spagnolo
- 1950 - Francisco Fernández Ochoa, sciatore alpino spagnolo († 2006)
- 1950 - Márta Gajdos, ex cestista ungherese
- 1950 - Jurica Jerković, calciatore jugoslavo († 2019)
- 1950 - Neil Jordan, regista, sceneggiatore e produttore cinematografico irlandese
- 1950 - Néstor Kirchner, politico argentino († 2010)
- 1950 - Tony Lloyd, politico britannico († 2024)
- 1950 - Yola Polastri, attrice, cantautrice e conduttrice televisiva peruviana († 2024)
- 1950 - Ole Qvist, ex calciatore danese
- 1950 - Emitt Rhodes, cantautore, polistrumentista e scrittore statunitense († 2020)
- 1950 - Gonzalo Sagi-Vela, ex cestista spagnolo
- 1950 - Benedetto Tudino, scrittore italiano
- 1951 - Evgenij Gerasimov, attore e regista sovietico
- 1951 - Gianpiero Marini, allenatore di calcio e ex calciatore italiano
- 1951 - Paulo Mendes Peixoto, arcivescovo cattolico brasiliano
- 1951 - Ronald Mills, ex nuotatore statunitense
- 1951 - Don Quarrie, ex velocista giamaicano
- 1951 - Greg Robert, tastierista, cantante e polistrumentista statunitense
- 1952 - Joey Dunlop, pilota motociclistico nordirlandese († 2000)
- 1952 - Tomas Ledin, cantante svedese
- 1952 - John McLaughlin, ex calciatore inglese
- 1952 - Markku Taskinen, ex mezzofondista e velocista finlandese
- 1952 - Torbjörn Taxén, ex cestista svedese
- 1953 - Siegfried Anzinger, pittore austriaco
- 1953 - José María Aznar, politico spagnolo
- 1953 - Chico Hagey, ex tennista statunitense
- 1953 - Martin Kippenberger, artista tedesco († 1997)
- 1953 - Reggie Lucas, musicista, produttore discografico e chitarrista statunitense († 2018)
- 1953 - Daniel Sada, scrittore e poeta messicano († 2011)
- 1953 - Milena Santerini, politica e pedagogista italiana
- 1953 - Amalia Schirru, politica italiana
- 1954 - Gabi Ashkenazi, generale e politico israeliano
- 1954 - Regina Casé, attrice brasiliana
- 1954 - Cristiana Chamorro Barrios, giornalista, politica e attivista nicaraguense
- 1954 - John Diedrich, attore, regista teatrale e produttore teatrale australiano
- 1954 - John Doe, musicista, attore e cantautore statunitense
- 1954 - Peter Fischer, dirigente sportivo e ex sciatore alpino tedesco
- 1954 - Bill Flores, politico statunitense
- 1954 - Tim Floyd, allenatore di pallacanestro statunitense
- 1954 - Guido Gentili, giornalista e scrittore italiano
- 1954 - Getúlio, allenatore di calcio e ex calciatore brasiliano
- 1954 - Tjeert van 't Land, ex calciatore olandese
- 1954 - Gerardo Pelusso, ex calciatore e allenatore di calcio uruguaiano
- 1954 - Beppe Quirici, musicista e produttore discografico italiano († 2009)
- 1955 - Sibylle Baier, cantante e attrice tedesca
- 1955 - Hubert Baumgartner, allenatore di calcio e ex calciatore austriaco
- 1955 - Beppe Gambetta, compositore e chitarrista italiano
- 1955 - Jim Gerlach, politico statunitense
- 1955 - Geir Herrem, ex calciatore norvegese
- 1955 - Leann Hunley, attrice statunitense
- 1955 - Enric Miralles, architetto spagnolo († 2000)
- 1955 - Camille Thèriault, politico canadese
- 1955 - Aleksandr Vlasov, ex pattinatore artistico su ghiaccio sovietico
- 1956 - Urs Althaus, attore, ex modello e imprenditore svizzero
- 1956 - Milan Babić, politico serbo († 2006)
- 1956 - Pascal Boniface, politologo e saggista francese
- 1956 - Davie Cooper, calciatore britannico († 1995)
- 1956 - Cheick Oumar Koné, allenatore di calcio maliano
- 1957 - Ricardo Arias, ex calciatore spagnolo
- 1957 - Cindy Brogdon, ex cestista statunitense
- 1957 - Gëzim Hajdari, poeta e traduttore albanese
- 1957 - Gerhard Haszprunar, zoologo austriaco
- 1957 - Helge Haugen, ex calciatore norvegese
- 1957 - Mario Levi, scrittore turco († 2024)
- 1957 - Raymond McCreesh, rivoluzionario britannico († 1981)
- 1957 - Shane Peacock, scrittore, sceneggiatore e giornalista canadese
- 1957 - Giuseppe Romanini, politico italiano
- 1958 - İradə Aşumova, ex tiratrice a segno azera
- 1958 - István Borsányi, ex calciatore ungherese
- 1958 - Riccardo Cenci, allenatore di calcio e ex calciatore italiano
- 1958 - Ally Dawson, allenatore di calcio e calciatore scozzese († 2021)
- 1958 - Olivier Dupuis, politico belga
- 1958 - Jeff Fisher, ex giocatore di football americano e allenatore di football americano statunitense
- 1958 - Jim Gilmour, bassista britannico
- 1958 - Kevin Gray, attore e cantante statunitense († 2013)
- 1958 - Barclay Hope, attore canadese
- 1958 - Silvestro Milani, ex ciclista su strada e pistard italiano
- 1958 - Kurt Rambis, ex cestista, allenatore di pallacanestro e dirigente sportivo statunitense
- 1958 - Laurent Schonckert, ex calciatore lussemburghese
- 1958 - Takfarinas, cantante algerino
- 1959 - Aleksej Oktjabrinovič Balabanov, regista e sceneggiatore sovietico († 2013)
- 1959 - Jaime Baldeón, ex calciatore ecuadoriano
- 1959 - Michail Devjat'jarov, fondista russo
- 1959 - Michajlo Ljubyč, matematico ucraino
- 1959 - Mike Peters, musicista gallese († 2025)
- 1960 - Felipe Benítez Reyes, scrittore e poeta spagnolo
- 1960 - Rolando Coimbra, ex calciatore boliviano
- 1960 - Víctor Hansen, ex cestista, allenatore di pallacanestro e dirigente sportivo dominicano
- 1960 - Douglas Hodge, attore, cantante e regista britannico
- 1960 - Carlos Malta, musicista, compositore e polistrumentista brasiliano
- 1960 - Giuseppe Petito, ex ciclista su strada italiano
- 1961 - DJ Ringo, disc jockey, conduttore radiofonico e conduttore televisivo italiano
- 1961 - Camilla Baresani, scrittrice italiana
- 1961 - Giancarlo Camolese, dirigente sportivo, allenatore di calcio e ex calciatore italiano
- 1961 - Giorgio Colombo Taccani, compositore italiano
- 1961 - Emanuele Di Filippo, mafioso e collaboratore di giustizia italiano
- 1961 - Gonzalo Farfán, ex calciatore messicano
- 1961 - Hermann Gröhe, politico tedesco
- 1961 - Joaquin Pinto, ex schermidore colombiano
- 1961 - Gaetano Saffioti, imprenditore italiano
- 1961 - Gualtiero Sigismondi, vescovo cattolico italiano
- 1961 - Todd Blackledge, ex giocatore di football americano statunitense
- 1961 - Krzysztof Stefan Włodarczyk, vescovo cattolico polacco
- 1962 - Dominique Cina, ex calciatore svizzero
- 1962 - Matt Doherty, ex cestista, allenatore di pallacanestro e dirigente sportivo statunitense
- 1962 - Stojanka Došić, ex cestista jugoslava
- 1962 - Raffaello Ducceschi, ex marciatore italiano
- 1962 - Lysandros Geōrgamlīs, allenatore di calcio e ex calciatore greco
- 1962 - Hung Yan-yan, attore, artista marziale e stuntman cinese
- 1962 - Amanda Keller, giornalista, conduttrice televisiva e personaggio televisivo australiana
- 1962 - John Lanchester, scrittore e giornalista britannico
- 1962 - Pia Maiocco, bassista statunitense
- 1962 - Michael Mulhall, arcivescovo cattolico canadese
- 1962 - Roberto Novelli, politico italiano
- 1962 - Pablo Ricardi, scacchista argentino
- 1962 - Evladija Slavčeva, ex cestista bulgara
- 1962 - Paola Valentini, doppiatrice e dialoghista italiana
- 1962 - Gian Carlo Venturini, politico sammarinese
- 1962 - Bridget Wishart, cantante inglese
- 1963 - Rossana Balduzzi Gastini, scrittrice e architetta italiana
- 1963 - Alessandra Buschi, scrittrice e poeta italiana
- 1963 - Joseph E. Duncan III, serial killer statunitense († 2021)
- 1963 - John Emanuels, ex cestista olandese
- 1963 - Judit Horváth, cestista ungherese († 1997)
- 1963 - Abdelfettah Rihati, ex calciatore marocchino
- 1964 - Adriano Bacconi, imprenditore e personaggio televisivo italiano
- 1964 - Michel Bechet, ex calciatore lussemburghese
- 1964 - Andreas Bitesnich, fotografo e musicista austriaco
- 1964 - Lee Evans, attore e sceneggiatore britannico
- 1964 - José Mota, allenatore di calcio e ex calciatore portoghese
- 1964 - Don Majkowski, ex giocatore di football americano statunitense
- 1964 - Russell Mark, tiratore a segno australiano
- 1964 - Toño Torrecilla, ex calciatore spagnolo
- 1964 - Massimiliano Narducci, ex tennista italiano
- 1964 - Paolo Petrecca, giornalista, autore televisivo e conduttore televisivo italiano
- 1964 - María Alicia Sinigaglia, ex schermitrice argentina
- 1964 - Luigi Troiani, ex rugbista a 15 e dirigente sportivo italiano
- 1964 - Nikita Wilson, ex cestista statunitense
- 1965 - Brian Baker, chitarrista statunitense
- 1965 - Jean-Luc Fournet, storico, filologo classico e docente francese
- 1965 - Mario Michele Giarrusso, politico e avvocato italiano
- 1965 - Sylvie Guillem, ballerina francese
- 1965 - Anne Preven, cantautrice e produttrice discografica statunitense
- 1965 - Susanna Rahkamo, ex danzatrice su ghiaccio finlandese
- 1965 - Carrot Top, attore e comico statunitense
- 1965 - Sandro Tovalieri, dirigente sportivo, allenatore di calcio e ex calciatore italiano
- 1966 - Massimo Cassani, scrittore e giornalista italiano
- 1966 - Choe Gyeong-hui, ex cestista sudcoreana
- 1966 - Alexis Denisof, attore statunitense
- 1966 - Marc Emmers, ex calciatore belga
- 1966 - Hugo Guerra, calciatore uruguaiano († 2018)
- 1966 - Samson Kitur, velocista keniota († 2003)
- 1966 - Téa Leoni, attrice statunitense
- 1966 - Lorenzo Leporati, poeta e traduttore italiano († 2024)
- 1966 - Nancy O'Dell, conduttrice televisiva statunitense
- 1966 - Ioana Olteanu, ex canottiera rumena
- 1966 - Orlando, ex calciatore angolano
- 1966 - Paul N.J. Ottosson, montatore e tecnico del suono svedese
- 1966 - Sam Phillips, attrice, modella e produttrice cinematografica statunitense
- 1966 - Tony Plourde, ex schermidore canadese
- 1966 - Kym Ragusa, scrittrice statunitense
- 1967 - Jenny Byrne, ex tennista australiana
- 1967 - Louise Field, ex tennista australiana
- 1967 - Daniel Glazman, programmatore francese
- 1967 - Julio Granda Zúñiga, scacchista peruviano
- 1967 - Kevin Keen, allenatore di calcio e ex calciatore inglese
- 1967 - Roberto La Barbera, atleta paralimpico italiano
- 1967 - Nick Leeson, banchiere britannico
- 1967 - Alberto López Moreno, ex calciatore spagnolo
- 1967 - Gabriele Mehl, ex canottiera tedesca
- 1967 - Géza Mészöly, ex calciatore ungherese
- 1967 - Tommaso Pellizzari, giornalista italiano
- 1967 - Paul Wulff, ex giocatore di football americano e allenatore di football americano statunitense
- 1968 - James Blackwell, ex cestista statunitense
- 1968 - Lesley Boone, attrice statunitense
- 1968 - Massimo Ciocci, allenatore di calcio e ex calciatore italiano
- 1968 - Eduardo Dominé, ex cestista argentino
- 1968 - Evridiki, cantante cipriota
- 1968 - Dominique Fillon, musicista francese
- 1968 - Thomas G:son, compositore, musicista e produttore discografico svedese
- 1968 - Mark Griffin, attore britannico
- 1968 - Marie-Josèphe Jude, pianista francese
- 1968 - Sandrine Kiberlain, attrice e cantante francese
- 1968 - Rolf Koster, attore, doppiatore e cantante olandese
- 1968 - Gabriella Lettini, teologa italiana
- 1968 - Krister Nordin, ex calciatore svedese
- 1968 - Massimo Parisi, politico e giornalista italiano
- 1968 - Oumou Sangaré, cantautrice maliana
- 1969 - Étienne de Crécy, disc jockey e produttore discografico francese
- 1969 - Fabio Delizzos, scrittore italiano
- 1969 - Nadia Ginetti, politica italiana
- 1969 - Suzanne Heywood, dirigente d'azienda britannica
- 1969 - Donald Hodge, ex cestista statunitense
- 1969 - Andrew Miller, attore, scrittore e regista canadese
- 1969 - Johan Roux, ex rugbista a 15 sudafricano
- 1969 - Michael Spiteri, ex calciatore maltese
- 1969 - Paul Trimboli, ex calciatore e ex giocatore di calcio a 5 australiano
- 1969 - Leonard van Utrecht, ex calciatore olandese
- 1969 - Neslihan Yeldan, attrice turca
- 1969 - Harry Zech, ex calciatore liechtensteinese
- 1970 - Sékou Bamba de Karamoko, calciatore ivoriano († 2008)
- 1970 - Dave Brown, ex giocatore di football americano statunitense
- 1970 - Gaia De Laurentiis, attrice e conduttrice televisiva italiana
- 1970 - Shaun Goater, allenatore di calcio e ex calciatore bermudiano
- 1970 - Luca Mondini, allenatore di calcio e ex calciatore italiano
- 1970 - Morten Ørum Pettersen, ex calciatore norvegese
- 1970 - Beatriz Rico, attrice e ballerina spagnola
- 1970 - Ian Walker, ex velista britannico
- 1971 - Christien Anholt, attore britannico
- 1971 - Sean Astin, attore statunitense
- 1971 - Manuel Fernández Ginés, ex ciclista su strada spagnolo
- 1971 - Kaskade, disc jockey e produttore discografico statunitense
- 1971 - Sabrina Musiani, cantante e conduttrice televisiva italiana
- 1971 - Andrea Navarra, pilota di rally italiano
- 1971 - Sean O'Haire, wrestler e artista marziale misto statunitense († 2014)
- 1971 - Veronica Peparini, ballerina e coreografa italiana
- 1971 - Nova Peris, ex hockeista su prato, ex velocista e politica australiana
- 1971 - Antonio Pinilla, ex calciatore spagnolo
- 1971 - Daniel Powter, cantante canadese
- 1971 - Adalita Srsen, cantautrice e chitarrista australiana
- 1971 - Fernon Wibier, ex tennista olandese
- 1971 - Morten Wieghorst, allenatore di calcio e ex calciatore danese
- 1972 - Marco Chiavarini, ex mezzofondista italiano
- 1972 - Franco Ferroni, ex cestista italiano
- 1972 - Roman Janecka, attore ceco
- 1972 - Erwin van de Looi, allenatore di calcio e ex calciatore olandese
- 1972 - Henri Lubatti, attore statunitense
- 1972 - Jaak Mae, ex fondista estone
- 1972 - Hiroshi Noguchi, ex calciatore giapponese
- 1972 - Park Ji-ah, attrice sudcoreana († 2024)
- 1972 - Viorel Talapan, ex canottiere rumeno
- 1973 - Andreas Babler, politico austriaco
- 1973 - Alpha Baldé, ex calciatore seychellese
- 1973 - Daryl Gardener, ex giocatore di football americano statunitense
- 1973 - Hélène de Fougerolles, attrice francese
- 1973 - Valdo Gamberutti, autore televisivo e scrittore italiano
- 1973 - Kim Yoon-man, pattinatore di velocità su ghiaccio sudcoreano
- 1973 - Anson Mount, attore statunitense
- 1973 - Peter Ndlovu, ex calciatore zimbabwese
- 1973 - Kirrily Sharpe, ex tennista australiana
- 1973 - Ayumi Takano, attrice, conduttrice televisiva e scrittrice giapponese
- 1973 - Gareth Taylor, allenatore di calcio e ex calciatore britannico
- 1973 - Gerard Wiekens, ex calciatore olandese
- 1973 - Alena Zubrylava, biatleta ucraina
- 1974 - Divya Bharti, attrice indiana († 1993)
- 1974 - René Bolf, ex calciatore ceco
- 1974 - Freddy Fernández, allenatore di calcio e ex calciatore costaricano
- 1974 - Peter Guarasci, ex cestista e allenatore di pallacanestro canadese
- 1974 - Shōtarō Morikubo, attore, doppiatore e cantante giapponese
- 1974 - Dominic Raab, politico britannico
- 1974 - Vanessa Rae Kelly, modella, personaggio televisivo e attrice australiana
- 1974 - Rupert Ryan, ex calciatore neozelandese
- 1974 - José de Sousa, giocatore di freccette portoghese
- 1974 - Ahmet Yıldırım, allenatore di calcio e ex calciatore turco
- 1974 - Carlos de Oliveira Magalhães, ex calciatore portoghese
- 1974 - Cenk İşler, ex calciatore turco
- 1975 - Natal'ja Baranova, ex fondista russa
- 1975 - Tobias Carlsson, ex calciatore svedese
- 1975 - Simone Cercato, ex nuotatore italiano
- 1975 - Chiemi Chiba, attrice e doppiatrice giapponese
- 1975 - Mika'ela Fisher, attrice, regista e modella tedesca
- 1975 - Chelsea Handler, comica, scrittrice e conduttrice televisiva statunitense
- 1975 - Oleh Kyrjuchin, ex pugile ucraino
- 1975 - Mandingo, attore pornografico e regista statunitense
- 1975 - Jason McEndoo, ex giocatore di football americano statunitense
- 1975 - Gérald Merceron, ex rugbista a 15 e allenatore di rugby a 15 francese
- 1975 - Damir Milačić, ex cestista e allenatore di pallacanestro croato
- 1975 - Lee Ming-Che, attivista taiwanese
- 1975 - Max Rendina, pilota di rally italiano
- 1975 - Fujiko Sekino, ex sciatrice alpina francese
- 1975 - Fabrizio Trentacoste, politico italiano
- 1975 - Katsuji Uezu, pilota motociclistico giapponese
- 1975 - Zou Yougen, ex calciatore cinese
- 1976 - Cyril Abidi, kickboxer e artista marziale misto francese
- 1976 - Meyrem Almaci, politica belga
- 1976 - Stephen Baidoo, ex calciatore ghanese
- 1976 - Fabrizio Castania, compositore e direttore d'orchestra italiano
- 1976 - Laura Chimenti, giornalista italiana
- 1976 - Mbaye Badji, ex calciatore senegalese
- 1976 - Juan Flores, ex calciatore peruviano
- 1976 - Danny Fuchs, ex calciatore tedesco
- 1976 - Seiji Honda, ex calciatore giapponese
- 1976 - Rashida Jones, attrice, sceneggiatrice e produttrice cinematografica statunitense
- 1976 - Samir Muratović, ex calciatore bosniaco
- 1976 - Heidi Pakarinen, cantante finlandese
- 1976 - Marco Pinotti, ex ciclista su strada, pistard e dirigente sportivo italiano
- 1976 - Nenad Stojanović, politologo svizzero
- 1976 - Masauso Tembo, ex calciatore zambiano
- 1976 - Sammy Traoré, ex calciatore maliano
- 1976 - Samaki Walker, ex cestista statunitense
- 1976 - Fabio Zaffagnini, imprenditore italiano
- 1977 - Pierdavide De Cillis, militare italiano († 2010)
- 1977 - Sarah Jezebel Deva, cantante britannica
- 1977 - Josetxo, ex calciatore spagnolo
- 1977 - Désiré Mbonabucya, ex calciatore ruandese
- 1977 - Ingrid Oliver, comica e attrice britannica
- 1977 - Gerald Scheiblehner, allenatore di calcio, dirigente sportivo e ex calciatore austriaco
- 1977 - Josh Wolff, allenatore di calcio e ex calciatore statunitense
- 1977 - Marian Zeciu, ex calciatore rumeno
- 1977 - Zhang Weicong, ex ciclista su strada macaense
- 1978 - Tomasz Kwiatkowski, arbitro di calcio polacco
- 1978 - Lee Kwan-woo, ex calciatore sudcoreano
- 1978 - Luis Liendo, ex calciatore boliviano
- 1978 - Svein Maalen, allenatore di calcio norvegese
- 1978 - Yazid Mansouri, ex calciatore francese
- 1978 - Miyako Miyazaki, modella giapponese
- 1978 - Yūji Nakazawa, ex calciatore giapponese
- 1978 - Gianluca Nocentini, ex calciatore italiano
- 1978 - Amund Skiri, allenatore di calcio e ex calciatore norvegese
- 1978 - Darren Soto, politico statunitense
- 1978 - Claudia Ștef, marciatrice rumena
- 1978 - Seilala Sua, ex discobola e pesista statunitense
- 1978 - Philip Walsted, statunitense († 2002)
- 1979 - László Bodnár, ex calciatore ungherese
- 1979 - Elisa Bonacorsi, ex sciatrice alpina italiana
- 1979 - Virginie Dedieu, nuotatrice artistica francese
- 1979 - Jennifer Ferrin, attrice statunitense
- 1979 - Dmitrij Galkin, pentatleta russo
- 1979 - Karine Guerra, pallavolista brasiliana
- 1979 - Napoleon Harris, ex giocatore di football americano e politico statunitense
- 1979 - Wikus van Heerden, rugbista a 15 sudafricano
- 1979 - David Hoflin, attore svedese
- 1979 - Alessia La Monica, doppiatrice e dialoghista italiana
- 1979 - Felipe Núñez, calciatore cileno
- 1979 - Triguinho, ex calciatore brasiliano
- 1979 - Sergej Vaht, schermidore estone
- 1979 - Ludmila Varmužová, ex tennista ceca
- 1979 - Federico Vespa, giornalista, conduttore radiofonico e scrittore italiano
- 1979 - Jake La Furia, rapper e personaggio televisivo italiano
- 1980 - Antonio Burks, ex cestista statunitense
- 1980 - Silvia Giordano, attrice e cantante italiana
- 1980 - Muratcan Güler, ex cestista turco
- 1980 - Youssouf Hadji, ex calciatore marocchino
- 1980 - Jóhannes Haukur Jóhannesson, attore islandese
- 1980 - Béatrice Kamboulé, ex multiplista burkinabé
- 1980 - Mitch, disc jockey, conduttore radiofonico e personaggio televisivo italiano
- 1980 - Kash Patel, dirigente pubblico statunitense
- 1980 - Rubén Quintana, ex cestista spagnolo
- 1980 - Javier Rey, attore spagnolo
- 1980 - Augusto César Vieira da Silva, ex giocatore di calcio a 5 brasiliano
- 1980 - Frank Williams, ex cestista statunitense
- 1981 - Alessandro Budel, allenatore di calcio e ex calciatore italiano
- 1981 - Cory Chase, attrice pornografica statunitense
- 1981 - Renata Colombo, pallavolista brasiliana
- 1981 - Ifeoma Dieke, calciatrice scozzese
- 1981 - Manuel Garcia-Rulfo, attore messicano
- 1981 - Łukasz Garguła, calciatore polacco
- 1981 - Shahid Kapoor, attore indiano
- 1981 - Jamie Lynn, ex attrice pornografica statunitense
- 1981 - Simina Mandache, ex cestista rumena
- 1981 - Park Ji-sung, dirigente sportivo, allenatore di calcio e ex calciatore sudcoreano
- 1981 - Marek Plawgo, ostacolista e velocista polacco
- 1981 - Pablo Ruiz Barrero, ex calciatore spagnolo
- 1981 - Joe Shipp, ex cestista statunitense
- 1982 - Chris Baird, ex calciatore nordirlandese
- 1982 - Malepa Bolelang, ex calciatore botswano
- 1982 - Kimberly Caldwell, cantante, attrice e conduttrice televisiva statunitense
- 1982 - Kasper Degn, hockeista su ghiaccio danese
- 1982 - David García Santana, calciatore spagnolo
- 1982 - Guðmundur Arnar Guðmundsson, regista, sceneggiatore e produttore cinematografico islandese
- 1982 - Han Ga-in, attrice sudcoreana
- 1982 - Hérita Ilunga, ex calciatore della Repubblica Democratica del Congo
- 1982 - Jason James, calciatore grenadino
- 1982 - Maria Kanellis, wrestler e modella statunitense
- 1982 - Maurizio Mariani, arbitro di calcio italiano
- 1982 - Bert McCracken, cantante statunitense
- 1982 - Marius Mitrea, arbitro di rugby a 15 e dirigente sportivo italiano
- 1982 - Meshal Mubarak, calciatore qatariota
- 1982 - Steve Olfers, ex calciatore olandese
- 1982 - Flavia Pennetta, opinionista e ex tennista italiana
- 1982 - Omar Thomas, ex cestista e dirigente sportivo statunitense
- 1982 - Hervé Touré, ex cestista francese
- 1982 - Anton Volčenkov, hockeista su ghiaccio russo
- 1982 - Zhang Lie, ex calciatore cinese
- 1983 - Robin Cederberg, calciatore svedese
- 1983 - Monique Currie, ex cestista statunitense
- 1983 - Sylwia Czwojdzińska, pentatleta polacca
- 1983 - Eduardo Alves da Silva, ex calciatore brasiliano
- 1983 - William Ferreira, ex calciatore uruguaiano
- 1983 - Fabian Lamotte, allenatore di calcio e calciatore tedesco
- 1983 - Ndiyapo Letsholathebe, ex calciatore botswano
- 1983 - Martin MacInnes, scrittore scozzese
- 1983 - Mattias Moström, calciatore svedese
- 1983 - Ronny Carlos da Silva, ex calciatore brasiliano
- 1983 - Petr Šíma, calciatore ceco
- 1983 - Kateřina Smejkalová, modella ceca
- 1983 - Federica Vitale, nuotatrice italiana
- 1983 - Lulu Wang, regista e sceneggiatrice cinese
- 1984 - Maria Antonelli, giocatrice di beach volley brasiliana
- 1984 - Vladislav Davankov, politico russo
- 1984 - Mariana Esnoz, attrice argentina
- 1984 - Jacques Faty, ex calciatore francese
- 1984 - Heinrich Haussler, ex ciclista su strada e ciclocrossista australiano
- 1984 - Salomón Libman, ex calciatore peruviano
- 1984 - Craig Mackail-Smith, ex calciatore inglese
- 1984 - Manu del Moral, ex calciatore spagnolo
- 1984 - João Pedro da Silva Pereira, allenatore di calcio e ex calciatore portoghese
- 1984 - Stefania Positello, ex pallavolista e allenatrice di pallavolo italiana
- 1984 - Jole Ruzzini, pallavolista italiana
- 1984 - Filip Šebo, ex calciatore slovacco
- 1984 - Xing Huina, mezzofondista cinese
- 1984 - Didier Ya Konan, ex calciatore ivoriano
- 1985 - Nauzet Alemán, ex calciatore spagnolo
- 1985 - Giorgia Denti, allenatrice di ginnastica e ex ginnasta italiana
- 1985 - Erion Dushku, ex calciatore albanese
- 1985 - Sergi Fernández, hockeista su pista spagnolo
- 1985 - Gary Forbes, ex cestista panamense
- 1985 - Alexander Huber, ex calciatore tagiko
- 1985 - Yousif Jaber, ex calciatore emiratino
- 1985 - Daine Klate, ex calciatore sudafricano
- 1985 - Abraham Kudemor, ex calciatore ghanese
- 1985 - Camille Lecointre, velista francese
- 1985 - Lü Zheng, calciatore cinese
- 1985 - Jundy Maraon, pugile filippino
- 1985 - Valentino Maxwell, ex cestista statunitense
- 1985 - Joakim Noah, ex cestista francese
- 1985 - Jackson Rodríguez, ciclista su strada venezuelano
- 1985 - Carlos Santos de Jesus, calciatore brasiliano
- 1985 - Roberta Scuderi, pallanuotista italiana
- 1986 - Justin Berfield, attore e produttore cinematografico statunitense
- 1986 - Nabil Dirar, calciatore marocchino
- 1986 - Jameela Jamil, conduttrice televisiva, attrice e doppiatrice britannica
- 1986 - Matan Ohayon, ex calciatore israeliano
- 1986 - Kaja Paschalska, cantante e attrice polacca
- 1986 - James e Oliver Phelps, attore britannico
- 1986 - Carlos Saleiro, ex calciatore portoghese
- 1986 - Danny Saucedo, cantante svedese
- 1986 - Kike Sola, ex calciatore spagnolo
- 1986 - André Sousa, giocatore di calcio a 5 portoghese
- 1986 - James Starks, giocatore di football americano statunitense
- 1986 - Damián Steinert, ex calciatore argentino
- 1986 - Wan Houliang, ex calciatore cinese
- 1986 - Pat White, ex giocatore di football americano statunitense
- 1986 - Paulo Marcos de Jesus Ribeiro, calciatore brasiliano
- 1987 - Fahad Al-Ansari, ex calciatore kuwaitiano
- 1987 - Erik Altemus, attore statunitense
- 1987 - Eva Avila, cantante e attrice canadese
- 1987 - Steve De Ridder, calciatore belga
- 1987 - Priscilla Del Prete, allenatrice di calcio, ex calciatrice e ex giocatrice di calcio a 5 italiana
- 1987 - Natalie Dreyfuss, attrice statunitense
- 1987 - Tal Dunne, cestista gallese
- 1987 - Mevlüt Erdinç, ex calciatore turco
- 1987 - Zarema Kasaeva, ex sollevatrice russa
- 1987 - Andrej Koščeev, ex cestista russo
- 1987 - Adrián López Rodríguez, ex calciatore spagnolo
- 1987 - Evgenij Lucenko, ex calciatore russo
- 1987 - Christine Majerus, ex ciclista su strada e ex ciclocrossista lussemburghese
- 1987 - Philipp Muntwiler, ex calciatore svizzero
- 1987 - Brian Nielsen, calciatore danese
- 1987 - Andrew Poje, danzatore su ghiaccio canadese
- 1987 - Jérémy Rabot, ex giocatore di football americano francese
- 1987 - Stéphane Tritz, calciatore francese
- 1987 - Claudia Vismara, attrice italiana
- 1987 - Yu Hanchao, calciatore cinese
- 1988 - Daniel Candeias, calciatore portoghese
- 1988 - Alberto Chiesa, allenatore di rugby a 15 e ex rugbista a 15 italiano
- 1988 - Melania Dalla Costa, attrice, sceneggiatrice e produttrice cinematografica italiana
- 1988 - Luca Di Matteo, calciatore italiano
- 1988 - Durmast, musicista italiano
- 1988 - Whitney Dosty, pallavolista statunitense
- 1988 - Claudia Faniello, cantante maltese
- 1988 - Enimarie Fernández, pallavolista portoricana
- 1988 - Rúrik Gíslason, ex calciatore e cantante islandese
- 1988 - Marco Hartmann, ex calciatore tedesco
- 1988 - Ivan Kamenov Ivanov, ex calciatore bulgaro
- 1988 - Reshad Jones, giocatore di football americano statunitense
- 1988 - Olexesh, rapper ucraino
- 1988 - Dávid Kulcsár, calciatore ungherese
- 1988 - Rei Matsumoto, calciatore giapponese
- 1988 - Jamie McBain, hockeista su ghiaccio statunitense
- 1988 - Gerald McCoy, giocatore di football americano statunitense
- 1988 - Almarr Ormarsson, calciatore islandese
- 1988 - Agata Ozdoba-Błach, judoka polacca
- 1988 - Samantha Paxinos, ex nuotatrice botswana
- 1988 - Giacomo Poluzzi, calciatore italiano
- 1988 - Christian Ponder, ex giocatore di football americano statunitense
- 1988 - José Rodolfo Reyes, ex calciatore messicano
- 1988 - Chris Sagramola, ex calciatore lussemburghese
- 1988 - Aleksandrs Solovjovs, calciatore lettone
- 1988 - Jenny Toomey, cantautrice e attivista statunitense
- 1988 - Zou Kai, ginnasta cinese
- 1989 - Karim Aït-Fana, ex calciatore francese
- 1989 - Abdul Malek Al Anizan, calciatore siriano
- 1989 - Amnay, cantautore e poeta berbero
- 1989 - Milan Badelj, ex calciatore croato
- 1989 - Shaun Cummings, ex calciatore inglese
- 1989 - Hannelore Desmet, ex altista belga
- 1989 - Rodéric Filippi, calciatore francese
- 1989 - Jimmer Fredette, ex cestista statunitense
- 1989 - Valerică Găman, calciatore rumeno
- 1989 - Arsen Hajdari, ex calciatore albanese
- 1989 - Kana Hanazawa, attrice, doppiatrice e cantante giapponese
- 1989 - Hans Christer Holund, fondista norvegese
- 1989 - Erik Israelsson, ex calciatore svedese
- 1989 - Phakjira Kanrattanasood, attrice televisiva thailandese
- 1989 - Lee Sang-hwa, pattinatrice di velocità su ghiaccio sudcoreana
- 1989 - Liang Chen, ex tennista cinese
- 1989 - E'Twaun Moore, ex cestista statunitense
- 1989 - Marshall Moses, ex cestista statunitense
- 1989 - Nádia Gomes Colhado, cestista brasiliana
- 1989 - Gabrielle Onguéné, calciatrice camerunese
- 1989 - Peter Orry Larsen, ex calciatore norvegese
- 1989 - Hernán Pérez, calciatore paraguaiano
- 1989 - David Querol, ex calciatore spagnolo
- 1989 - Vera Rebrik, giavellottista ucraina
- 1989 - Patrick Topping, disc jockey britannico
- 1989 - Pany Varela, giocatore di calcio a 5 capoverdiano
- 1989 - Abby Wilde, attrice statunitense
- 1990 - Francisco Alarcón, calciatore cileno
- 1990 - RaShaun Allen, giocatore di football americano statunitense
- 1990 - Alejandra Andreu, modella spagnola
- 1990 - Younès Belhanda, calciatore francese
- 1990 - Pello Bilbao, ciclista su strada spagnolo
- 1990 - Fiorella Carboni, calciatrice italiana
- 1990 - Bruninho, calciatore brasiliano
- 1990 - Stefan Della Rovere, hockeista su ghiaccio canadese
- 1990 - Hannes Dotzler, ex fondista tedesco
- 1990 - Mikael Gabriel, rapper finlandese
- 1990 - Ehsan Hajsafi, calciatore iraniano
- 1990 - Huang Xuechen, sincronetta cinese
- 1990 - Nelson Johnston, calciatore e giocatore di calcio a 5 cubano
- 1990 - Tal Karpelesz, cestista israeliano
- 1990 - Kim Min-woo, calciatore sudcoreano
- 1990 - Alassane N'Diaye, calciatore francese
- 1990 - Sammy N'Djock, ex calciatore camerunese
- 1990 - Kylie Palmer, ex nuotatrice australiana
- 1990 - Rafael Romo, calciatore venezuelano
- 1990 - Danielle Rowley, politica britannica
- 1990 - Quentin Serron, cestista belga
- 1990 - Jeneil Williams, modella giamaicana
- 1990 - Mariánna Zaharíadi, astista greca († 2013)
- 1990 - Sandro Zurkirchen, hockeista su ghiaccio svizzero
- 1991 - Debora Agreiter, ex fondista italiana
- 1991 - Arnor Angeli, ex calciatore belga
- 1991 - Chad Barson, ex calciatore statunitense
- 1991 - Nahir Besara, calciatore svedese
- 1991 - Kyle Dake, lottatore statunitense
- 1991 - Ashleigh Gentle, triatleta australiana
- 1991 - Denzil Haoseb, calciatore namibiano
- 1991 - Gerran Howell, attore e doppiatore britannico
- 1991 - Kristie Mewis, calciatrice statunitense
- 1991 - Carmen Miloglav, cestista croata
- 1991 - Emil Nessjøen, giocatore di calcio a 5 e ex calciatore norvegese
- 1991 - Tony Oller, attore e cantautore statunitense
- 1991 - Terell Parks, cestista statunitense
- 1991 - Samuel Rosa Gonçalves, calciatore brasiliano
- 1991 - Nicholas Siega, calciatore italiano
- 1991 - Lucio Spadaro, nuotatore italiano
- 1991 - Shamar Stephen, giocatore di football americano statunitense
- 1991 - Adrien Tambay, pilota automobilistico francese
- 1991 - Ben Fero, rapper tedesco
- 1991 - Rasa Žukauskaitė, modella lituana
- 1991 - Lincoln Zvasiya, calciatore zimbabwese
- 1991 - Ricardo Jorge dos Santos Dias, calciatore portoghese
- 1992 - Roslandy Acosta, pallavolista venezuelana
- 1992 - Nicole Agnelli, ex sciatrice alpina italiana
- 1992 - Miloš Bakrač, calciatore montenegrino
- 1992 - Juliana Carrijo, pallavolista brasiliana
- 1992 - Jorge Cuesta, calciatore ecuadoriano
- 1992 - Thomas Diethart, ex saltatore con gli sci austriaco
- 1992 - Amidou Diop, calciatore senegalese
- 1992 - Anthony Drmic, cestista australiano
- 1992 - Sunday Emmanuel, calciatore nigeriano
- 1992 - Mouhamadou Fall, velocista francese
- 1992 - Mara Ferretti, ex calciatrice italiana
- 1992 - Pronay Halder, calciatore indiano
- 1992 - Dejan Janjatović, ex calciatore serbo
- 1992 - Ahmad Ibrahim Khalaf, calciatore iracheno
- 1992 - Sanya Malhotra, attrice indiana
- 1992 - Rose Matafeo, attrice, comica e sceneggiatrice neozelandese
- 1992 - Hideki Matsuyama, golfista giapponese
- 1992 - Nico Müller, pilota automobilistico svizzero
- 1992 - Joakim Nordström, hockeista su ghiaccio svedese
- 1992 - William Oliveira dos Santos, calciatore brasiliano
- 1992 - Amy Ruffle, attrice australiana
- 1992 - Lucas Serme, giocatore di squash francese
- 1992 - Jorge Soler, giocatore di baseball cubano
- 1992 - Lennart Thy, calciatore tedesco
- 1993 - Salem Al-Azizi, calciatore emiratino
- 1993 - Johannes Aujesky, sciatore freestyle austriaco
- 1993 - Farid Boulaya, calciatore francese
- 1993 - Conor Coady, calciatore inglese
- 1993 - Nick Faust, cestista statunitense
- 1993 - Vanja Ilić, pallamanista serbo
- 1993 - Myles Mack, cestista statunitense
- 1993 - Juan Nieto, calciatore colombiano
- 1993 - Filip Oršula, calciatore slovacco
- 1993 - Brayan Perea, calciatore colombiano
- 1993 - Gonzalo Quiroga, pallavolista argentino
- 1993 - Calyson, calciatore brasiliano
- 1993 - Panayappan Sethuraman, scacchista indiano
- 1994 - Ludovic Ajorque, calciatore francese
- 1994 - Mackenzie Arnold, calciatrice australiana
- 1994 - Frank Bartley, cestista statunitense
- 1994 - Eugenie Bouchard, ex tennista e modella canadese
- 1994 - Matthew Brabham, pilota automobilistico australiano
- 1994 - Gustavo Canto, calciatore argentino
- 1994 - Aleh Eŭdakimaŭ, calciatore bielorusso
- 1994 - Mostafa Fathi, calciatore egiziano
- 1994 - Jeremy Hollowell, cestista statunitense
- 1994 - Mike Jones, pilota motociclistico australiano
- 1994 - Eric Lanini, calciatore italiano
- 1994 - Joonas Lehtoranta, cestista finlandese
- 1994 - Chevone Marsh, calciatore giamaicano
- 1994 - Luigi Morciano, pilota motociclistico italiano
- 1994 - Ifeoma Onumonu, calciatrice statunitense
- 1994 - Nick Spires, cestista britannico
- 1994 - Fred VanVleet, cestista statunitense
- 1994 - Federico Zurlo, ex ciclista su strada e ciclocrossista italiano
- 1995 - Christian Baumann, ginnasta svizzero
- 1995 - Ksenija Dudkina, ginnasta russa
- 1995 - Theresa Fitzpatrick, rugbista a 15 neozelandese
- 1995 - Mario Hezonja, cestista croato
- 1995 - Dejan Iliev, calciatore macedone
- 1995 - Dmytro Kravčenko, calciatore ucraino
- 1995 - Christopher Long, calciatore inglese
- 1995 - Francesca Michielin, cantautrice e polistrumentista italiana
- 1995 - Romeo N'tia, lunghista e triplista beninese
- 1995 - Aybüke Pusat, attrice, ballerina e modella turca
- 1995 - Jimmy Salem, cestista libanese
- 1995 - Houston Stevenson, attore canadese († 2022)
- 1995 - Viktorija Tomova, tennista bulgara
- 1995 - Carlotta Toni, nuotatrice italiana
- 1995 - Jonathan Williams, cestista statunitense
- 1995 - Arbër Zeneli, calciatore svedese
- 1995 - Michail Šechtman, pianista e direttore d'orchestra russo
- 1996 - Emel Dereli, pesista turca
- 1996 - Marco Domínguez, calciatore canadese
- 1996 - Martina Gatti, attrice italiana
- 1996 - Guram Giorbelidze, calciatore georgiano
- 1996 - Mario González Gutiérrez, calciatore spagnolo
- 1996 - Jonathan Lindseth, calciatore norvegese
- 1996 - Paul McMullan, calciatore scozzese
- 1996 - Divine Myles, cestista statunitense
- 1996 - Darío Pereira, calciatore uruguaiano
- 1996 - Iqram Rifqi, calciatore singaporiano
- 1996 - Walid Sabbar, calciatore marocchino
- 1996 - Trent Sherfield, giocatore di football americano statunitense
- 1996 - Aaron Wolf, judoka giapponese
- 1996 - Almedin Ziljkić, calciatore bosniaco
- 1997 - Santiago Ascacíbar, calciatore argentino
- 1997 - Santiago Cáseres, calciatore argentino
- 1997 - Isabelle Fuhrman, attrice statunitense
- 1997 - Kacjaryna Halkina, ginnasta bielorussa
- 1997 - Daniil Juffa, scacchista russo
- 1997 - Lý Hoàng Nam, tennista vietnamita
- 1997 - Thon Maker, cestista australiano
- 1997 - Ana Mena, cantautrice, attrice e modella spagnola
- 1997 - Eric Osborne, attore e musicista canadese
- 1997 - Richard Prieto, calciatore paraguaiano
- 1997 - Trevelin Queen, cestista statunitense
- 1997 - Marco Rente, calciatore tedesco
- 1997 - Lucas Rodríguez Trezza, calciatore uruguaiano
- 1997 - Oussama Mahmoud Snoussi, judoka tunisino
- 1997 - Yūki Sōma, calciatore giapponese
- 1997 - Nugzari Tsurtsumia, lottatore georgiano († 2024)
- 1998 - Hanna Chang, tennista statunitense
- 1998 - Nicholas D'Agostino, calciatore australiano
- 1998 - Oumar Gonzalez, calciatore camerunese
- 1998 - Aleksandra Lipska, pallavolista polacca
- 1998 - Matheus Pereira, calciatore brasiliano
- 1998 - Oriol Rey, calciatore spagnolo
- 1998 - Ismaïla Sarr, calciatore senegalese
- 1998 - Matic Vesel, cestista sloveno
- 1999 - Noam Avivi, cestista israeliano
- 1999 - Xabier Azparren, ciclista su strada e pistard spagnolo
- 1999 - Robbie D'Haese, calciatore belga
- 1999 - Andrea Danzi, calciatore italiano
- 1999 - Krépin Diatta, calciatore senegalese
- 1999 - Gianluigi Donnarumma, calciatore italiano
- 1999 - Shay Elias, calciatore israeliano
- 1999 - Anouck Errard, ex sciatrice alpina francese
- 1999 - Denis Haruț, calciatore rumeno
- 1999 - Antonio Jordano, cestista croato
- 1999 - Aleksandra Krošelj, cestista slovena
- 1999 - João Victor, calciatore brasiliano
- 1999 - Giulia Mandelli, calciatrice italiana
- 1999 - Magnus Mattsson, calciatore danese
- 1999 - Mark McKenzie, calciatore statunitense
- 1999 - Slimane Moula, mezzofondista algerino
- 1999 - Dariusz Pawłowski, calciatore polacco
- 1999 - Nando Pijnaker, calciatore neozelandese
- 1999 - Matvej Safonov, calciatore russo
- 1999 - Thiago Vecino, calciatore uruguaiano
- 1999 - Henrique Vermudt, calciatore brasiliano
- 2000 - Geoffrey Agbolossou, calciatore togolese
- 2000 - Tucker Albrizzi, attore statunitense
- 2000 - Abril Conesa, nuotatrice artistica spagnola
- 2000 - Owen Falconis, calciatore uruguaiano
- 2000 - Kirill Fol'mer, calciatore russo
- 2000 - Sami Herzog, attore tedesco
- 2000 - D.J. Ivey, giocatore di football americano statunitense
- 2000 - Isaac Likekele, cestista statunitense
- 2000 - Bo Nix, giocatore di football americano statunitense
- 2000 - Benedetta Orsi, calciatrice italiana
- 2000 - Raúl Rangel, calciatore messicano
- 2000 - Drake Thomas, giocatore di football americano statunitense

## XXI secolo(35)
- 2001 - Mads Bidstrup, calciatore danese
- 2001 - Vernon Carey, cestista statunitense
- 2001 - Aline Höpli, sciatrice alpina svizzera
- 2001 - Khellven, calciatore brasiliano
- 2001 - Igor Jesus, calciatore brasiliano
- 2002 - Maghnes Akliouche, calciatore francese
- 2002 - Manuel Brondo, calciatore argentino
- 2002 - Scarlett Finn, nuotatrice artistica canadese
- 2002 - Yassine Kechta, calciatore marocchino
- 2002 - Filip Stanković, calciatore serbo
- 2003 - Lucas Bassadone, calciatore uruguaiano
- 2003 - Elías Cabrera, calciatore argentino
- 2003 - Brandin Podziemski, cestista statunitense
- 2003 - Albert Posiadała, calciatore polacco
- 2003 - Tyleik Williams, giocatore di football americano statunitense
- 2003 - Emmanuel Yeboah, calciatore ghanese
- 2003 - Finn van Breemen, calciatore olandese
- 2004 - Maliq Cadogan, calciatore guyanese
- 2004 - Kevin Jappert, calciatore argentino
- 2004 - William Mikelbrencis, calciatore francese
- 2004 - Roman Staněk, pilota automobilistico ceco
- 2005 - Ksenija Bajlo, tuffatrice ucraina
- 2005 - Thijmen Blokzijl, calciatore olandese
- 2005 - Cadence Brace, tennista canadese
- 2005 - Noah Jupe, attore britannico
- 2005 - Arda Güler, calciatore turco
- 2005 - Camille Robillard, calciatrice francese
- 2005 - Hunter Salani, sciatore alpino statunitense
- 2005 - Jason van Duiven, calciatore olandese
- 2006 - Victor Froholdt, calciatore danese
- 2007 - Yang Shuncheng, sincronetto cinese
- 2007 - Jovan Ćirić, calciatore serbo
- 2008 - Alexandra Lerman, nuotatrice artistica israeliana
- 2009 - Alisa Ševčenko, nuotatrice artistica russa
- 2021 - Salote Mafile'o Pilolevu, principessa tongana

## Senza anno specificato(1)
- Peach Momoko, artista giapponese